# Луций Фабий Испанский
Луций Фабий Испанский (лат. Lucius Fabius Hispaniensis; II—I века до н. э.) — римский политический деятель испанского происхождения, квестор 81 года до н. э., сторонник Квинта Сертория. Присутствовал при убийстве Сертория, а возможно, и участвовал в нём.

## Биография
Данные о Луции Фабии содержатся только в двух сохранившихся источниках: это надпись на испанских денариях проконсула Гая Анния (Ex s. c. L. Fabi L. f. Hisp. q.) и упоминание в «Истории» Саллюстия в числе присутствовавших при убийстве Квинта Сертория (L. Fabius Hispaniensis senatorus ex proscriptis). Благодаря первому источнику ясно, что Луций занимал должность квестора в одной из испанских провинций Рима в 81 году до н. э. и что его отец носил тот же преномен. Из второго источника следует, что Луций являлся уроженцем Испании, был включён в проскрипционный список, но спасся, а позже оказался в составе испанского «сената» Сертория.
На основании этих данных антиковеды реконструируют в самых общих чертах биографию Луция Фабия. Он родился в Испании в семье, обладавшей правами римского гражданства, перебрался в Рим и там сделал политическую карьеру. В 81 году до н. э. Луций занял должность квестора при проконсуле Гае Аннии, которого диктатор Луций Корнелий Сулла направил в Испанию для борьбы с марианцем Квинтом Серторием. В этом походе участвовал ещё один квестор, Гай Тарквиций Приск, и это может указывать на то, что власть проконсула распространялась и на Ближнюю, и на Дальнюю Испании (в этом случае каждый квестор обладал полномочиями только в одной из двух провинций).
Поход Гая Анния быстро закончился победой: Серторий был разбит и бежал в Мавретанию. Луций Фабий вернулся в Рим и там после смерти Суллы, по-видимому, поддержал Марка Эмилия Лепида, пытавшегося свергнуть сулланский режим (78 год до н. э.). Началась гражданская война, в которой Лепид потерпел поражение. Видимо, именно тогда был составлен проскрипционный список, в который включили в том числе имя Луция. Сторонники Лепида переправились на Сардинию (там Лепид умер), а потом, под началом Марка Перперны, в Испанию. Там они присоединились к Серторию, который вернулся из Мавретании и установил контроль над большей частью Пиренейского полуострова.
Луций был включён в состав созданного Серторием совещательного органа власти, официально именовавшегося сенатом. Судя по сделанному Саллюстием уточнению («сенатор из проскриптов») он не упоминался в утраченных частях «Истории», а значит, не играл заметную роль в жизни серториевой державы. В 73 или 72 году до н. э. Луций присутствовал на пиру, когда заговорщики напали на Сертория и убили его; при этом неясно, принадлежал ли он к заговору или оказался только невольным свидетелем убийства.
Какой была дальнейшая судьба Луция, неясно. Источники сообщают, что большая часть мятежников после разгрома была помилована сулланскими полководцами. Однако ещё до этого Марк Перперна, возглавивший серториеву державу, казнил нескольких видных приверженцев, в числе которых были и трое знатных людей; возможно, к их числу принадлежал и Луций Фабий Испанский.